# Speirantha gardenii
Speirantha gardenii là một loài thực vật có hoa trong họ Măng tây. Loài này được (Hook.) Baill. miêu tả khoa học đầu tiên năm 1894.